# Turner Classic Movies
Turner Classic Movies (произношение: Търнър Класик Мувийс) или съкратено (TCM) e кабелна телевизионна мрежа, създадена от Търнър Броудкастинг, който първоначално излъчва само класически филми от 20 век. Програмата стартира на 14 април 1994 г. в САЩ.

## TCM в България
Каналът стартира през 2000 г., замествайки европейската версия на TNT, която излъчва предимно класически филми от старта си на 17 септември 1993 г. до 1999 г., когато се насочва и към по-настоящо съдържание.
TCM се излъчва в късните часове на мястото на Cartoon Network всяка вечер от 23:00 и завършва в 07:00 до 2003 г., когато началото се измества от 22:00 часа. Със старта на локализираната версия на Cartoon Network на 1 октомври 2009 г., каналът приключва в 04:00 преди да си върне часовете отново няколко месеца по-късно.
От 1 януари 2014 г. Cartoon Network започва 24-часово излъчване, и това бележи края на ТСМ в България. Програмата се излъчва изцяло на английски без наличието на какъвто и да е превод, тъй като е локалната версия за Европа.